# Lovettsville
Lovettsville és una població dels Estats Units a l'estat de Virgínia. Segons el cens del 2000 tenia 853 habitants.

## Demografia
Segons el cens del 2000, Lovettsville tenia 853 habitants, 318 habitatges, i 229 famílies. La densitat de població era de 378,6 habitants per km².
Dels 318 habitatges en un 40,6% hi vivien nens de menys de 18 anys, en un 58,2% hi vivien parelles casades, en un 9,1% dones solteres, i en un 27,7% no eren unitats familiars. En el 24,8% dels habitatges hi vivien persones soles el 10,1% de les quals corresponia a persones de 65 anys o més que vivien soles. El nombre mitjà de persones vivint en cada habitatge era de 2,68 i el nombre mitjà de persones que vivien en cada família era de 3,19.
Per edats la població es repartia de la següent manera: un 29,4% tenia menys de 18 anys, un 6,1% entre 18 i 24, un 33,1% entre 25 i 44, un 21,8% de 45 a 60 i un 9,6% 65 anys o més.
L'edat mediana era de 35 anys. Per cada 100 dones de 18 o més anys hi havia 85,2 homes.
La renda mediana per habitatge era de 58.942 $ i la renda mediana per família de 63.750 $. Els homes tenien una renda mediana de 49.545 $ mentre que les dones 34.896 $. La renda per capita de la població era de 26.098 $. Cap de les famílies i el 2,9% de la població estaven per davall del llindar de pobresa.

## Poblacions més properes
El següent diagrama mostra les poblacions més properes.